# 모리스 드니

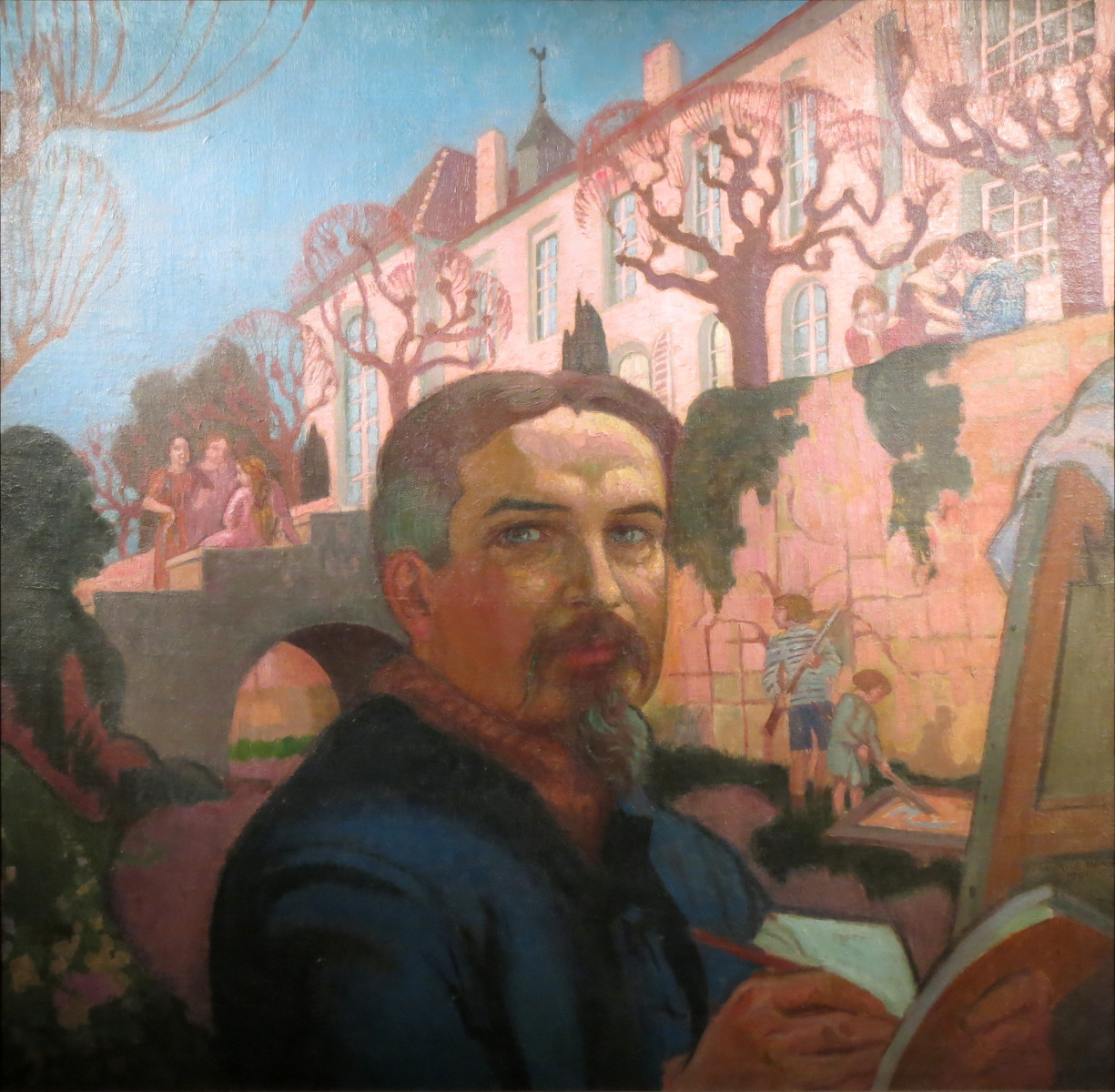
1916년 자화상

모리스 드니(Maurice Denis, 프랑스어: [dəni], 1870년 11월 25일~1943년 11월 13일)는 프랑스의 화가, 장식 예술가, 작가이다. 인상주의와 현대 미술 사이의 전환기에 중요한 인물인 그는 나비파(Les Nabis), 상징주의, 후기 신고전주의와 연관되어 있다. 그의 이론은 입체파, 야수파, 추상 미술의 기초에 기여했다. 제1차 세계대전 이후 그는 성화화단(Ateliers d'Art Sacré)을 설립하고 교회 내부를 장식했으며 종교 예술의 부흥을 위해 노력했다.

## 생애

### 어린시절
모리스 드니는 1870년 11월 25일 프랑스 노르망디 지역의 해안 마을인 만슈(Manche)의 그랑빌에서 태어났다. 그의 아버지는 겸손한 농민 출신이었다. 군대에서 4년을 복무한 후, 그는 기차역에서 일하게 되었다. 밀러의 딸인 그의 어머니는 재봉사로 일했다. 1865년 결혼 후 그들은 파리 교외의 생제르맹앙레로 이사했다. 그의 아버지는 파리의 서부 철도 관리 사무실에서 근무했다.
모리스는 외동아들이었다. 어릴 때부터 그의 열정은 종교와 예술이었다. 그는 13세 때인 1884년부터 일기를 쓰기 시작했다. 1885년에 그는 지역 교회에서 열리는 의식의 색상, 촛불, 향에 대한 감탄을 일지에 기록했다. 그는 루브르 박물관을 자주 방문했고 특히 프라 안젤리코, 라파엘로, 보티첼리의 작품을 존경했다. 15세 때 그는 일기에 이렇게 적었다. "그래, 나는 기독교 화가가 되어야 하고, 기독교의 모든 기적을 기념해야 하며, 그것이 필요한 것이라고 생각한다." 1887년에 그는 새로운 영감의 원천인 피에르 퓌뷔 드 샤반의 작품을 발견했다.
데니스는 파리의 가장 유명한 학교 중 하나인 리세 콩도르세에 입학했으며 철학에 두각을 나타냈다. 그러나 그는 1887년 말에 학교를 그만두기로 결정하고 1888년 파리의 에콜 데 보자르 입학 시험을 준비하기 위해 줄리안느 아카데미에 등록했다. 그곳에서 그는 화가이자 이론가인 쥘 조제프 르페브르와 함께 공부했다. 그는 1888년 7월 보자르 입학 시험에 합격했고, 11월에 또 다른 시험에 합격해 철학 학사 학위를 받았다.